# Monte Secco Brembano
Il Monte Secco (2291 m s.l.m.)  è una montagna delle Prealpi Bergamasche posta in  val Brembana, in provincia di Bergamo. Questo monte viene chiamato anche Monte Secco Brembano, per distinguerlo dal Monte Secco della val Seriana (2267 m s.l.m.). Il Monte Secco è contenuto nel territorio comunale di Piazzatorre a ovest della cima e di quello di Valleve a est. 
Si può raggiungere la vetta partendo dal parcheggio della frazione Piazzo dove ci sono gli impianti sciistici. Si sale nel bosco seguendo il segnavia 118 fino a raggiungere il Passo del Monte Colle (1.938 mslm) e si devia verso nord prendendo la cresta rocciosa che porta in vetta. Lungo la cresta ci sono una serie di passaggi esposti sui ripidi canali per i quali bisogna prestare un po' di attenzione, la difficoltà è di grado EE. In circa 4 ore di cammino si raggiunge la croce di vetta metallica collocata in cima. Lungo la cresta in prossimità della cima è collocato un ripetitore visibile anche da Piazzatorre.

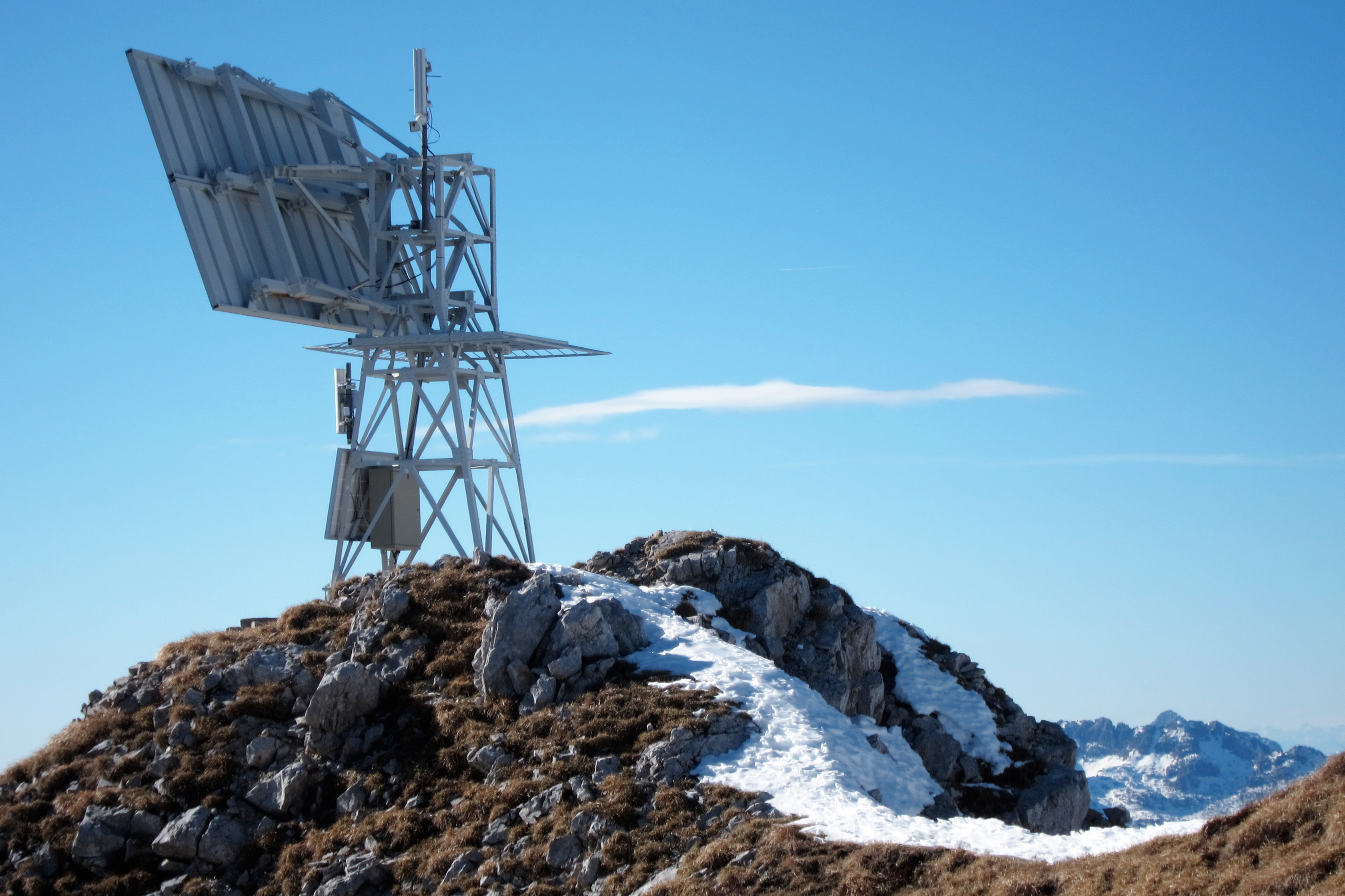
L'antenna posta sulla cresta del Monte Secco